# Tianwan
Tianwan (chin. Tianwan zhengquan 天完政权, Tianwanguo 天完国 oder kurz Tianwan 天完; 1351–1360) bzw. die Tianwan-Dynastie (engl. T'ien-wan dynasty) war ein 1354 von Xu Shouhui (Wade-Giles: Hsü Shou-hui), einem der Anführer der Roten Turbane, gegründeter Staat.

## Äranamen
- Zhiping 治平 1351–1355
- Taiping 太平 1356–1358
- Tianqi 天啟 1358–1359
- Tianding 天定 1359–1360